# نبيل العوضي
الدكتور نبيل العوضي (7 فبراير 1970 -)، خطيب وداعية وإعلامي كويتي. يتميز بأسلوبه الإيماني القصصي. كان يعرض له برنامج على قناة الوطن الكويتية السابقة بعنوان زوايا.

## سيرته
ولد نبيل علي محمد العوضي في الكويت وتحديدا في الحي الشرقي من مدينة الكويت من عام 1970 ، ودرس في مدارسها حتي تخرج من ثانوية منطقة كيفان بنسبة 100% ، وبعدها التحق بجامعة الكويت وحصل على بكالوريوس تربية قسم الرياضيات ، تبعها بشهادة الماجستير في المناهج وطرق التدريس من بريطانيا ، كما حصل علي الدكتوراه في المناهج وطرق التدريس من بريطانيا، وقد بدأ الخطابة عام 1411هـ الموافق 1990م وكانت بعنوان المنكرات الظاهرة في المجتمع. أما أول محاضرة له فكانت بعنوان الدعاء ألقاها في مخيم دعوي عام 1985م ، ومن أبرز محاضراته: وسائل اليهود، جيش العسره ، وأهمية الدعاء إلى الله ، وله العديد من المشاركات في عدد من القنوات الفضائية والإذاعات والصحف والمجلات وقام بزيارة عدد من الدول العربية وأخرى في أوروبا وأمريكا.

## مناصبه وعضوياته
- عضو هيئة التدريس بكلية التربية الأساسية.
- اماما وخطيبا في وزارة الأوقاف والشؤون الإسلامية.
- رئيس مجلس إدارة «مبرة طريق الإيمان».
- مدير إدارة الدعوة في لجنة التعريف بالإسلام (سابقًا).
- خبير في الاستشارات الأسرية في وزارة العدل الكويتية (سابقًا).
- كاتب صحفي في جريدة الوطن الكويتية والشرق القطرية.
- المشرف العام على مركز المهتدين الجدد في المملكة المتحدة لندن.
- المشرف العام على مشروع (درر) والمشرف العام على موقع طريق الإيمان الإلكتروني.

## من أشهر برامجه التلفزيونية

### حلقات أسبوعية
- ساعة صراحة - تلفزيون الرأي - 2006-2007
- بكل صراحة - تلفزيون الوطن - 2007-2010
- زوايا - تلفزيون الوطن - 2010-2012

### مواسم
- قصص الأنبياء عليهم السلام - تلفزيون الوطن - 2007
- السيرة النبوية - تلفزيون الوطن - 2008
- أروع القصص - قناة الرسالة - 2009
- فضائل - 2010
- عرفت طريقي - 2010
- قصة الفاروق - إم بي سي 1 - 2012
- قبسات ايمانية - قناة الرسالة - 2014
- مشاهد (1-2-3-4)
- مشاهد4 - روتانا خليجية
- برنامج سواعد الإخاء قناة الرسالة وقنوات اقرأ
- يا الله قناة المجد
- هل يستويان

## أبرز محاضراته
- جيش العسرة
- قبسات إيمانية
- وسائل يهود
- أهمية الدعوة إلى الله
- سلسلة محاضرات الخلفاء الراشدين
- ألا فحجو
- علامات الساعة

## أبرز مشاريع مبرة طريق الإيمان
1. مشروع ريماس (نادي للفتيات)
2. مشروع المعالي (نادي خاص بالفتيان)
3. مشروع رياض الجنة (دروس ودورات علمية تقام في المساجد)
4. مشروع مسك (مشروع يهتم بالجاليات غير الناطقة بالعربية)
5. مشروع صانعة الأجيال (يهتم بإعداد أم مربية وفاضلة)
6. مشروع هداية (خاص بمتعاطي المخدرات والمواد الكحولية ومتابعة حالاتهم)
7. مشروع الدعوة الإلكترونية
8. مشروع درر (دروس ومحاضرات في الاسواق العامة والحفلات الإنشادية)
9. مساعدة المتضررين من مأساة بورما

## سحب الجنسية واستعادتها
- سحبت دولة الكويت جنسيته الكويتية يوم الإثنين 11 أغسطس لعام 2014م[1]، معللةً ذلك بأسباب قانونية. علق العوضي على ذلك عبر حسابه الشخصي على تويتر قائلا «لعله خير، وأمر المؤمن كله له خير، سأبقى مخلصا للكويت بلادي، ووفيًا لصاحب السمو أميري، ومحبًا وناصحًا لشعب الكويت أهلي، وأدعو الله أن يحفظ الكويت من شر كل ذي شر».[1] ولا صحة في حصوله على الجنسية القطرية.[2] ومن ضمن من شملهم قرار سحب الجنسية هم النائب الإسلامي السابق عبد الله البرغش وأكثر من خمسين من أقربائه، والمتحدث باسم كتلة العمل الشعبي سعد العجمي ومالك جريدة «العالم اليوم» أحمد الجبر.[3] وهو القرار الذي أدانته منظمات حقوقية.[3]

- في 6 مارس 2017، فوّض أمير الكويت الشيخ صباح الأحمد رئيس مجلس الأمة ورئيس مجلس الوزراء، ببحث ملف إعادة الجنسية لمن شملهم قرار السحب في 2014.[3] بدوره ردَّ نبيل العوضي في حسابه في توِتر قائلًا: «الحمدلله أولًا وأخيرًا، قلتها سابقًا وأقولها حاليًا، تبقى الكويت بلدي وسمو الأمير ولي أمري، وسأظل ابنها مهما كانت الظروف#شكرا_سمو_الامير»[4]

- في 22 أكتوبر 2018 كشفت وسائل إعلام كويتية عن صدور قرار أميري يقضي بالموافقة على إعادة منح الجنسية للداعية نبيل العوضي وآخرين،[5][6] وذلك بعد مرور أربع سنوات تقريبًا على سحبها.

## وصلات خارجية
- نبيل بن علي العوضي - موقع طريق الإسلام